# تاینر (کارولینای شمالی)
تاینر، کارولینای شمالی (به انگلیسی: Tyner, North Carolina) یک محدوده ثبت‌نشده در ایالات متحده آمریکا است که در Chowan County, North Carolina واقع شده‌است.

## خصوصیات
تاینر ۱۴٫۰۲ متر بالاتر از سطح دریا واقع شده‌است.